# تالوینکل
تالوینکل (به آلمانی: Thalwinkel) یک منطقهٔ مسکونی در آلمان است که در باد بیبرا واقع شده‌است. تالوینکل ۱۸۹ نفر جمعیت دارد.